# Tito Chingunji
Pedro Ngueve Jonatão "Tito" Chingunji (Catabola, 28 de maio de 1955 — Jamba do Cuando, 1991) foi um administrador, militar e diplomata angolano. Serviu no departamento de Negócios Estrangeiros da União Nacional para a Independência Total de Angola (UNITA) de 1979 a 1991, sendo o mais importante nome do partido diante do ocidente durante a década de 1980 e o início da de 1990.
Liderou a famosa ala do Planalto (ou do Huambo) nas estruturas da UNITA, que fazia oposição à Jonas Savimbi.

## Biografia
Tito Chingunji era filho de Eduardo Jonatão Chingunji, um professor e educador das escolas da Missão da Chissamba, que foi importante líder anticolonial. Sua mãe chamava-se Violete Jamba Costa Chitundo. Seus irmãos eram David Chingunji e Kafundanga Chingunji, também lideranças anticoloniais. Tito, seu pai e seus irmãos são chamados "os patriarcas da família Chingunji". Fundaram uma dinastia política influente utilizando como base territorial o Planalto Central de Angola. Sua irmã gêmea, Helena Jamba Chingunji dos Santos, era casada com outra liderança da UNITA, Wilson dos Santos.
Recebeu sua educação primária na Missão Evangélica de Chissamba, na província do Bié. Fez seus estudos secundários na cidade de Luena. Foi preso pela Polícia Internacional e de Defesa do Estado (PIDE) em Luena por causa das atividades políticas de seu pai, Eduardo Chingunji, e de seu irmão mais velho, Kafundanga Chingunji. Foi internado nas cadeias de Moçâmedes pela PIDE.
Liberto da prisão, matricula-se na Escola Comercial e Industrial de Moçâmedes e forma-se em administração e comércio. Trabalha por um curto período nesta cidade.
Em agosto de 1974 filia-se à UNITA na vila de Sacalemba, no Moxico, sendo integrado primeiramente na ala armada Forças Armadas de Libertação de Angola (FALA). Entre 1976 e 1978 passa por seguidos treinamentos militares nas bases do partido e é selecionado para a servir como guarda-costas de Savimbi, o líder da UNITA.
Em 1979 é nomeado como representante do partido para o norte da África, e em 1980 secretário-assistente de negócios estrangeiros da UNITA em Paris e em Londres. Neste período torna-se fluente em inglês e francês.
Em 1982 torna-se vice-secretário dos negócios estrangeiros da UNITA e dois anos depois secretário permanente dos negócios estrangeiros. Em 1986, no 6º Congresso da UNITA, torna-se chefe dos negócios estrangeiros da UNITA e representante-geral da UNITA em Washington, D.C.. O mesmo congresso atribuiu-lhe a patente de brigadeiro das FALA.

## Morte
Estava trabalhando nas estruturas do partido nos Estados Unidos quando foi convocado por Savimbi para comparecer na localidade de Jamba do Cuando. Ali foi acusado de ter tido um caso com Ana Paulino Savimbi (justamente era sua antiga noiva), uma das esposas de Jonas Savimbi, e de liderar uma intentona contra este. O jornalista britânico Fred Bridgland, biógrafo do líder da UNITA Jonas Savimbi, afirmou que temendo um concorrente pelo controle da UNITA, tramou uma emboscada e ordenou o assassinato de Tito ao saber que os estadunidenses haviam o indicado como líder sucessor na liderança da UNITA. Foi assassinado às catanadas pelas tropas do guarda-costas savimbista Kamy Pena. Também foram mortos no episódio sua irmã Helena Jamba Chingunji dos Santos, sua ex-noiva Ana Paulino Savimbi, seu cunhado Wilson dos Santos, a esposa de Tito (Raquel "Romy" Matos) e os três filhos de Tito com Romy. Antes de sua morte, Romy inclusive foi obrigada a manter relacionamento com Savimbi, mesmo ainda casada com Tito.
Além de Fred Bridgland, na década de 1990, o Ministro das Relações Exteriores da UNITA, Tony da Costa Fernandes, e o Ministro do Interior da UNITA, general Miguel N'Zau Puna, descobriram e tornaram público o facto de Jonas Savimbi ter ordenado os assassinatos de Santos e Tito Chingunji. As mortes de Wilson dos Santos e Tito e as deserções de Fernandes e Puna enfraqueceram as relações da UNITA com os Estados Unidos e prejudicaram a reputação internacional de Savimbi. Savimbi negou as acusações.